# Josef Pechtl
Josef Pechtl (ur. 30 października 1949 r.) – austriacki narciarz alpejski. Nie startował na igrzyskach olimpijskich. Na mistrzostwach w Val Gardena zajął 7. miejsce w gigancie. Najlepsze wyniki w Pucharze Świata osiągnął w sezonie 1972/1973, kiedy to zajął 27. miejsce w klasyfikacji generalnej.

## Sukcesy

### Puchar Świata

#### Miejsca w klasyfikacji generalnej
- 1967/1968 – 40.
- 1972/1973 – 27.
- 1973/1974 – 35.

#### Miejsca na podium
1. Anchorage – 8 marca 1973 (gigant) – 3. miejsce